# Samu József
Samu József (Apáca, Csanád vármegye, 1829. október 8. – Zenta, 1894. augusztus 17.) állami képzőintézeti igazgató.

## Élete
A gimnáziumot Temesváron végezte, ahol a bölcseletet hallgatott. A szabadságharc alatt mint nemzetőrhadnagy szolgált. Azután gazdatiszti, majd segédjegyzői állást kapott. 1853-ban tanító lett Kunágotán; időközben a tanítói oklevelet is megszerezte. 1854-ben Battonyán főtanítónak választották meg és az iskola alatta mintaiskolává fejlődött. 1861-ben a zentai főelemi iskolához helyezték; 1870-ben a városi képviselőtestület a fizetését 1200 forintra emelte, a polgári iskola megnyitásakor pedig ennek igazgató-tanítójává nevezte ki. 1872-ben Eötvös-alapot létesített. 1874-ben a szabadkai tanítónőképzőnél tanár, 1876-ban Baján igazgató lett; majd ugyanebben a beosztásban Kiskunfélegyházára helyezték át; 1881-ben pedig saját kérelmére Csáktornyára került,  nyolc évi működés után nyugalomba vonult Zentára.
Cikkei a Néptanítók Lapjában (1868. A fejszámolás közgazdászati és népnevelési szempontból, A vasárnapi vagy ismétlő iskola, 1869. — pályadíjat nyert; Mikép és hogyan taníttassék a hazai történet az elemi tanodákban? 1870. — pályadíjat nyert; A gyermek erkölcsi hibáinak orvoslásáról általában, 1884. Fegyelem és játék, 1885. A közmondások értéke a nevelésben, Az elhanyagolt gyermek, 1886. Az uj tanító falun, A szemléleti oktatás); a Tanodai Lapokban (1863. Eszmetöredék a nevelés köréből, 1864. Gazdászatunk népnevelési szempontból, A jelképekről, Történeti talányok, A vasárnapi iskolák hanyag látogatásának okairól); a Politikai Hetilapban (1866. Elemi tanítók állapota); a Szegedi Híradóban (1867. Gondolatok alkotmányos életünk hajnalán); a Paedagogiai Plutarchban (I. 1886. Salzmann G. Keresztély élete és működése).

## Munkái
- Az ének mint nevelési eszköz. A csanádi egyházmegyei hatóság nyomatta ki... (Pályadíjat nyert mű.)
- Élet- és nevelési rajzok. (Emlékeimből.) Budapest, 1884. (Különny. a Néptanítók Lapjából. 2. kiadás. Budapest, 1902. Sajtó alá rendezte nevelt fia Grézló János tanár. 3. kiadás. 1906. Sajtó alatt.)
- Győrffy Iván életrajza. Budapest, 1887. (Különny. a Paedagogiai Plutarchból.)
- A csáktornyai állami tanítóképezde Emlékkönyve. Csáktornya, 1890.